# Спасская операция

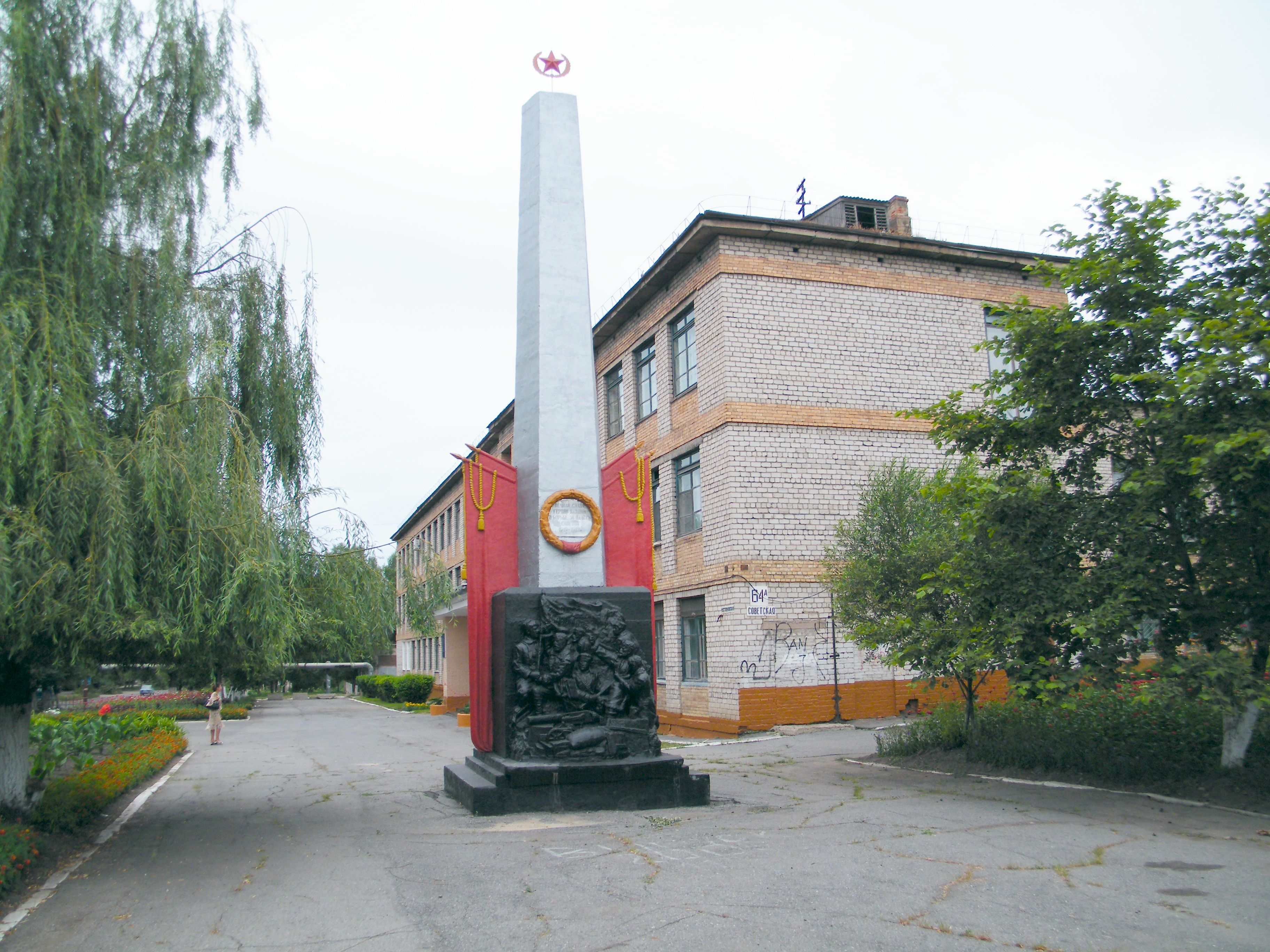
Город Спасск-Дальний, памятник красноармейцам

Спасская операция или Штурм Спасска — операция Народно-революционной армии Дальневосточной республики и партизанских соединений против белых войск «Земской рати» в районе Спасска в период завершения Гражданской войны в России, осуществлённая 8—9 октября 1922 года. Составная часть Приморской операции.
За время Гражданской войны Спасская операция была уже третьим ожесточенным штурмом города. Ранее Спасск штурмовали в 1918 и 1920 годах.
7 октября 1922 года части ударной группы 2-й Приамурской дивизии НРА вышли на подступы к спасскому укрепрайону, обороняемому Поволжской группой генерал-майора В. М. Молчанова. Укрепрайон, в 1921 году сооружённый солдатами 8-й японской пехотной дивизии, представлял собой 7 фортов полевого типа, которые соединялись окопами и были обнесены 3—5 рядами колючей проволоки.

### Ход сражения
К началу сражения силы ударной группы НРА включали в себя два оперативных соединения:
- правая колонна (командующий Я. З. Покус) включала 6-й Хабаровский стрелковый полк, один кавалерийский дивизион[4], две артиллерийские батареи и бронепоезд.
- левая колонна (командующий С. С. Вострецов) включала 5-й Амурский и 4-й Волочаевский стрелковые полки, Троицкосавский кавалерийский полк, дивизионную школу младшего комсостава и бронепоезд.

Правая колонна должна была штурмовать позиции противника с севера и северо-запада, с целью захватить форт № 1. Левая колонна должна была атаковать позиции с юга, с целью захватить форт № 3.
Перед началом наступления красные партизаны, действовавшие в тылу белых войск под командованием М. П. Вольского, получили приказ перейти к решительным действиям в районе между Никольск-Уссурийским и станцией Евгеньевка.
8 октября 1922 года части ударной группы НРА начали штурм укреплений, в этот день подразделения С. С. Вострецова овладели фортом № 3 и к исходу дня закрепились на северо-западной окраине города.
Утром 9 октября войска НРА перешли в наступление по всему фронту. После короткой артподготовки к полудню они заняли северную часть города. К 14.30 были захвачены ещё четыре форта, и белые отошли на последний укрепленный рубеж в районе цементного завода, однако затем, оказавшись под угрозой охвата с флангов, были вынуждены оставить Спасск.
В этом сражении потери белых составили свыше 1000 чел. убитыми и ранеными, части НРА захватили не менее 284 пленных, 2 артиллерийские батареи, три полковых знамени, штаб Поволжской группы белых и бронепоезд.
В результате Спасской операции в Приморье войсками ДВР был ликвидирован стратегический узел обороны белых и открыт путь в Южное Приморье.

### Итоги сражения
Орденами Красного Знамени за участие в сражении были награждены С. С. Вострецов, начдив 2-й Приамурской стрелковой дивизии Я. З. Покус, командир 5-го Амурского стрелкового полка Н. М. Неволин, военком полка В. П. Малышев и другие.
22 ноября 1922 года, после вхождения Дальневосточной республики в РСФСР, Народно-революционная армия была переименована в 5-ю Армию, которой 1 июля 1923 года было присвоено наименование Краснознамённой.

## Память, отражение в культуре и искусстве
И останутся как в сказках,

Как манящие огни —

Штурмовые ночи Спасска,

Волочаевские дни.
— «По долинам и по взгорьям»